# Pierre d'Appel
Pour les articles homonymes, voir Appel.
Le site fortifié de la Pierre d’Appel à Étival-Clairefontaine (Vosges) fait partie des nombreux sites de hauteur qui ceinturent le bassin de Saint-Dié. 

## Description

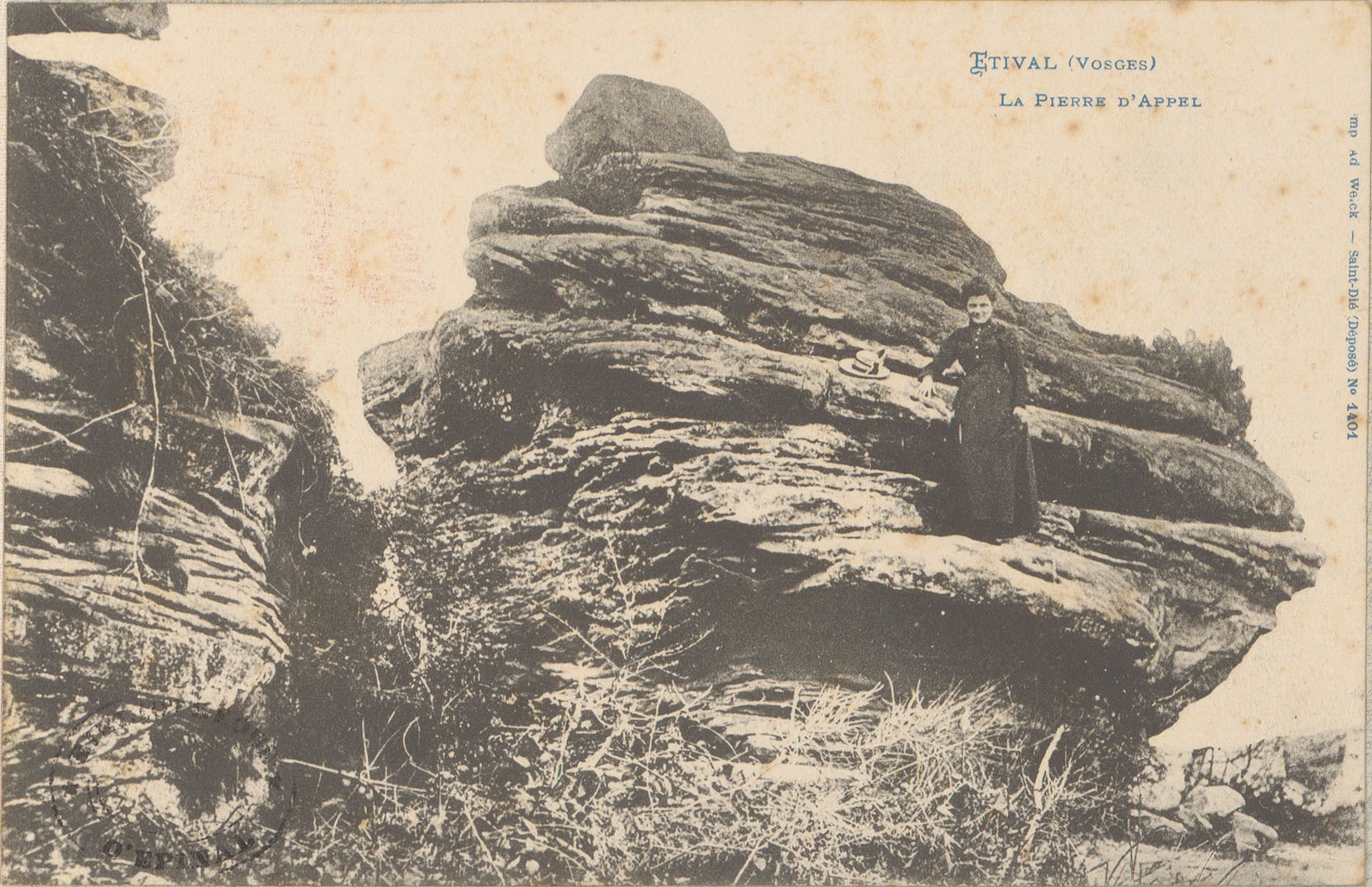
La Pierre d'Appel
(carte postale Adolphe Weick).

Ce site, qui culmine à 492,3 mètres d’altitude, contrôle l’une des entrées du bassin déodatien. La Pierre d’Appel marque l’extrémité orientale du massif de Répy. Ce site d’une superficie intra-muros de 2,5 hectares est fortifié par un rempart de barrage à l’ouest, renforcé par un fossé de 20 mètres de long, et une palissade côté nord, ses autres côtés étant défendus naturellement par des à-pics. Deux entrées principales marquent le paysage, une au nord et la seconde au sud.
La Pierre d’Appel est un éperon barré qui a été touché, dans un premier temps, par une fouille archéologique de sauvetage de 1967 à 1969 à la suite d’un projet d’installation d’un émetteur pour la télévision sur la pointe est, puis par des fouilles archéologiques programmées à la suite du classement du site au titre des Monuments historiques, le 24 octobre 1969, jusqu’en 1981.
En 1967, au pied du plateau fortifié, sont en outre fortuitement mis au jour les vestiges d'un important   pont celtique en bois datant de la seconde moitié du Ier siècle avant notre ère (période de La Tène D2).

## Découvertes
En 1982, c’est la céramique trouvée en fouille en 1974, 1975 et 1978 qui retient l’attention des fouilleurs et sera étudiée. Cette étude mettra en avant un commerce à longue distance sur la Pierre d’Appel notamment au travers des tessons de deux amphores vinaires retrouvées, et de dolia. En 2010, une nouvelle étude céramique, qui prendra en compte tout le corpus céramique, soit plus de 17 000 tessons, révélera la présence de céramique campanienne dite B-oïde provenant d’Italie.
Ce ne sont pas moins de 37 structures en lien avec l’occupation du site et l’habitat qui ont été mises au jour sur cet éperon barré ouvert sur l’extérieur. À la suite de l’étude du mobilier découvert à la Pierre d’Appel, plusieurs occupations ont été mises en avant, une première à la Tène moyenne et finale (la Tène C2/D1 et D2), puis à la période gallo-romaine.

Musée Pierre-Noël.
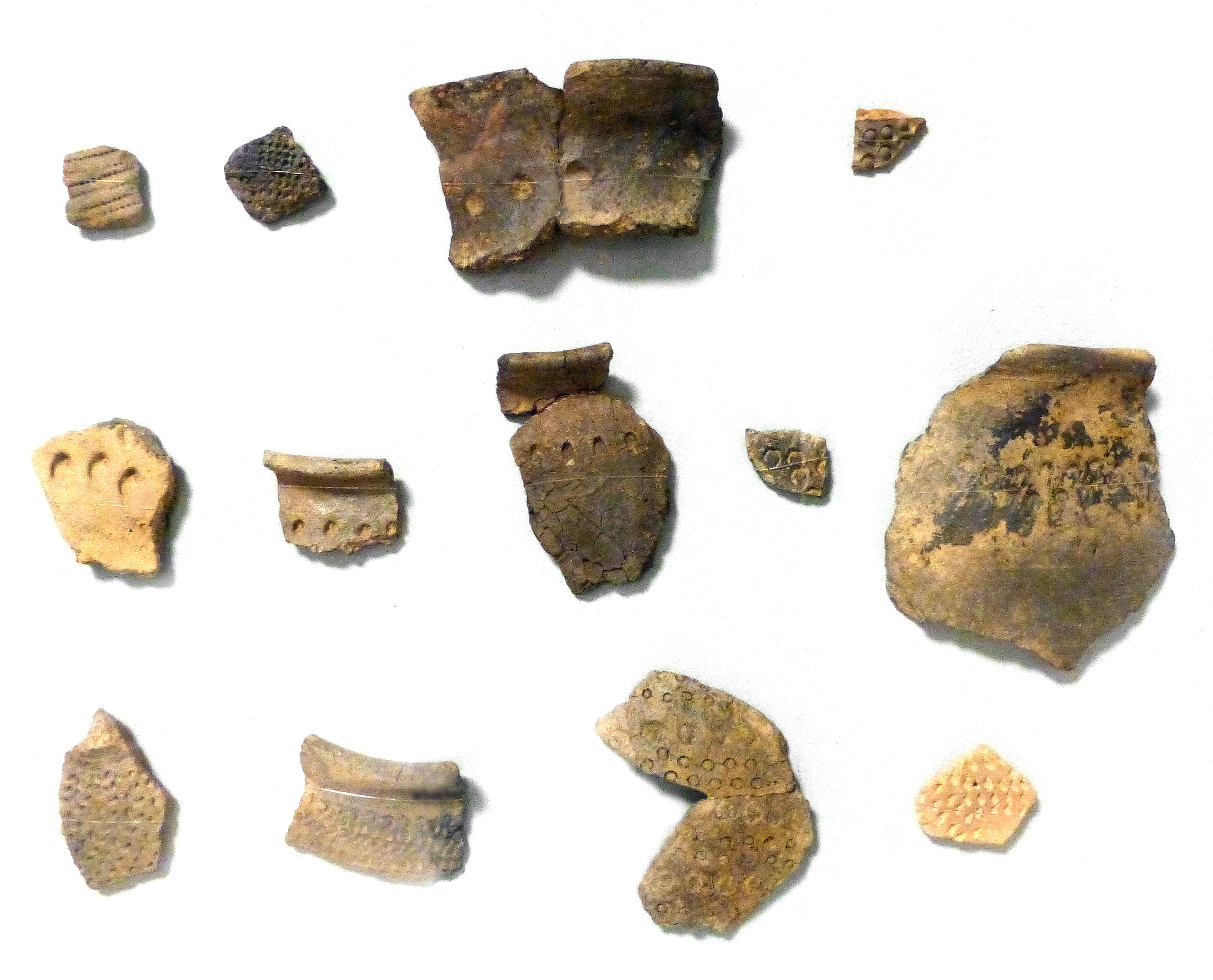
Céramique à décor imprimé.
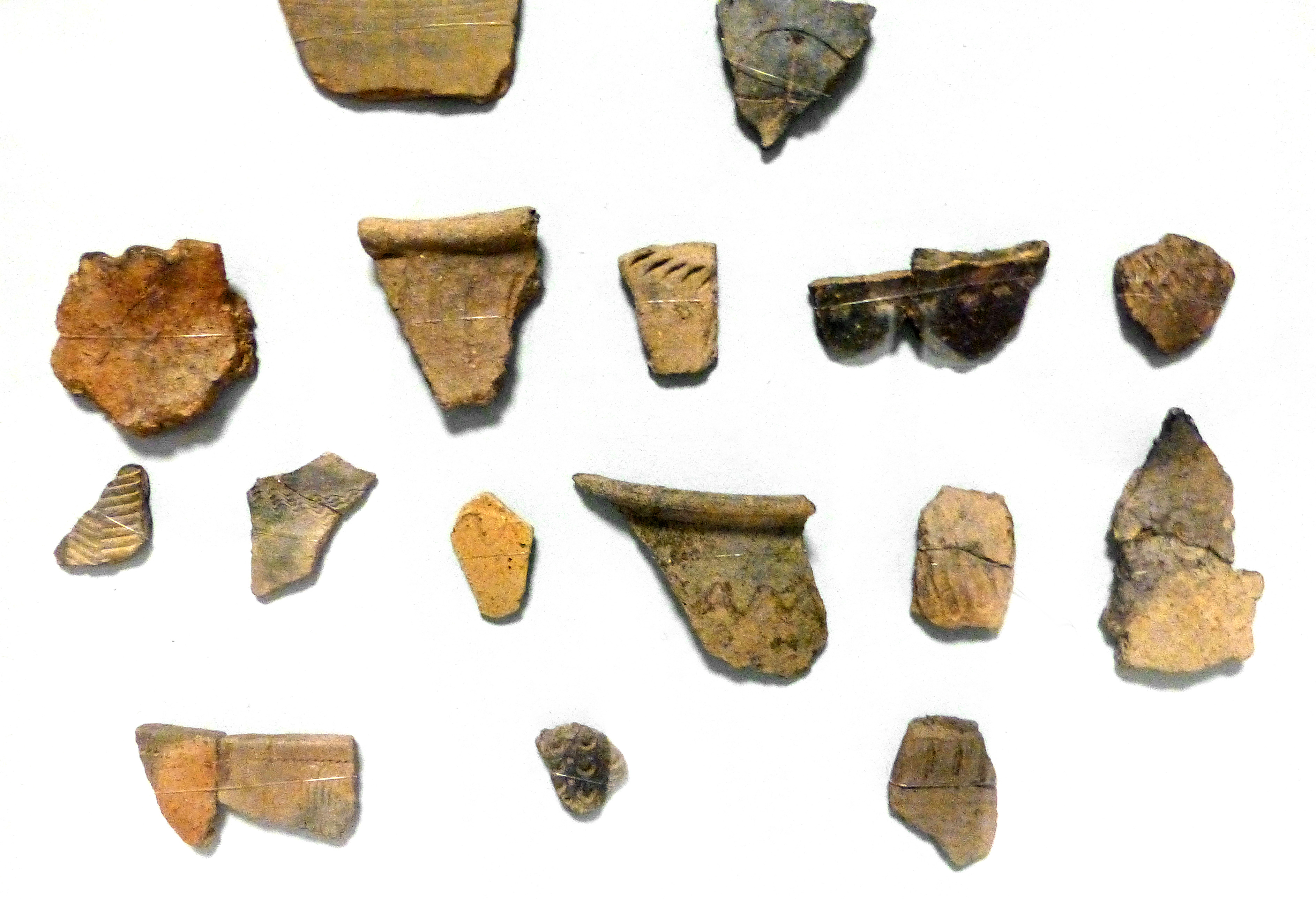
Céramique à décor incisé.

Le mobilier découvert permet d’approcher les occupants de la Pierre d’Appel, comme certainement les guerriers (fer de lance), les aristocrates avec les céramiques italiques ou la vaisselle métallique, les artisans comme des bronziers ou des forgerons (gouttelettes de plomb, scories), ou encore les représentants religieux à la période gallo-romaine autour d’un lieu de culte recouvert de tegulae.

## Toponymie
Le site de la Pierre d’Appel a connu de nombreuses appellations au cours des siècles et notamment le « camp de Répy », « camp des Gaulois » ou « des Romains », le « château des Sarrasins » ou « des Suédois ». La Pierre d’Appel tiendrait son nom de la « pierre de la poêle » – pierre à cupule –, qui se situe à la pointe est du site.

## Galerie

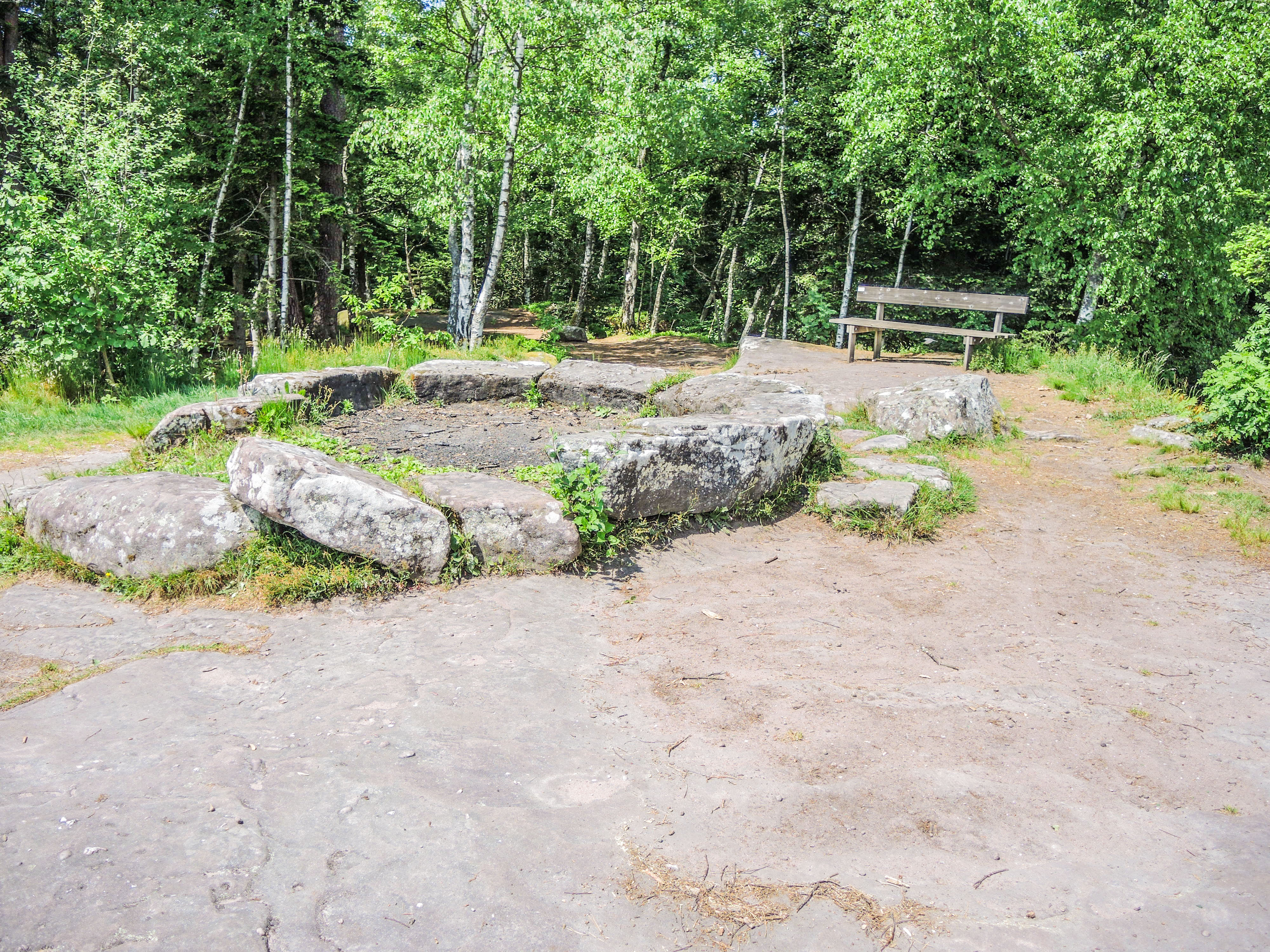
Ancienne construction au sommet de la Pierre d'Appel.
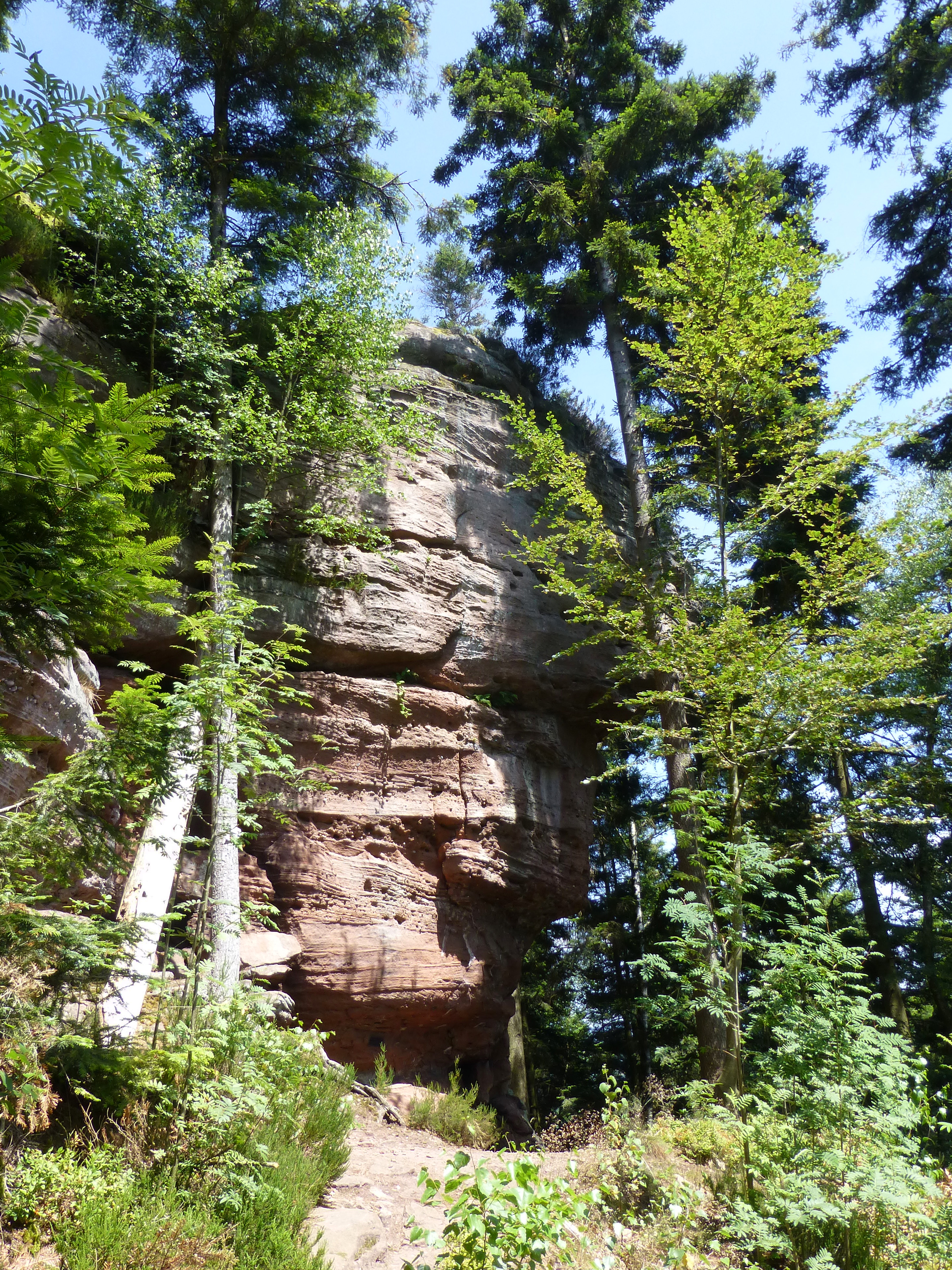